# Старые Маяки
Старые Маяки (укр. Старі Маяки) — село в Березовском районе Одесской области Украины, административный центр Старомаяковской сельской общины. До 19 июля 2020 года входило в состав Ширяевского района.
Почтовый индекс — 66833. Телефонный код — 4858. Занимает площадь 2,26 км². Код КОАТУУ — 5125485601. Село основано в 1870 году. Расположено в 14 км от пгт. Ширяево, в 45 км от железнодорожной станции Затишье, на автотрассе Одесса—Киев E 95. Дворов — 217. Сельсовету подчинены села Акимов Яр, Волкосафоново (нежил.), Буцы, Золочевское, Новые Маяки, Тимофеевка.

## История

### XIX век
Наиболее вероятной датой основания села является 1861 год, год отмены крепостного права, когда на станционном маяке Чумацкого пути крестьяне могли получить земельные наделы. На участке пути, где теперь находится село, находился казацкий сторожевой пост и путевые маяки для чумаков. Со временем возле маяков была построена корчма и постоялый двор, где ночевали чумаки. От названия "Маяки" и произошло название села.
В 1861 году возле маяка стали селиться первые поселенцы. К концу 19 века село насчитывало одну улицу, с домами в два ряда. На южной окраине улицы находились два пруда, которые сохранились и ныне.

### XX век
В Старых Маяках была расположена центральная усадьба и комплексная бригада № 3 колхоза им. Жданова, в настоящее время КСП "Свитанок". В его пользовании 7242 га сельскохозяйственных угодий, в том числе 5 тыс. га пахотной земли. Хозяйство специализируется на растениеводстве и животноводстве, также развивает садоводство и виноградарство. Подсобные предприятия: маслобойня, крупорушка, винодельческий цех. За трудовую доблесть 77 человек награждены орденами и медалями СССР, в том числе орденом Ленина бывший председатель колхоза А. П. Шрамко, бригадир тракторной бригады № 2 А. Ф. Федоров, птичница А. Н. Келевник, главный агроном колхоза С. С. Доброван, заведующая фермой В. И. Домаскина, тракторист А. Ф. Осадчий; доярка Т. Н. Чернобривченко, надоившая в 1975 году от закрепленных за нею коров по 5 тыс. кг молока; орденом Октябрьской Революции — председатель колхоза Н. А. Иванов и тракторист Н. С. Савровец.
В селе есть восьмилетняя школа, в которой 17 учителей обучают 154 учащихся, дом культуры с залом на 600 мест, библиотека с книжным фондом 6,8 тыс. экземпляров; фельдшерско-акушерский пункт, детский сад, приемный пункт Ширяевского комбината бытового обслуживания, три магазина, отделение связи и сберегательная касса.
В партийной организации КПСС (создана в 1921 году) — 34 коммуниста, в комсомольской (возникла в 1919 году) — 37 членов ВЛКСМ.
Советская власть установлена в феврале 1918 года.
225 жителей сражались в годы Великой Отечественной войны против оккупантов, 98 из них награждены за мужество орденами и медалями СССР. В селе сооружен монумент, увековечивающий память 127 односельчан, погибших на фронтах войны.

### XXI век
В 2020 году Ширяевский район в рамках административно-территориальной реформы был ликвидирован, на территории района были созданы территориальные общины. Старые Маяки стали административным центром Старомаяковской сельской общины Березовского района, включающей 18 сел бывшего Ширяевского района. Согласно генплану, площадь населенного пункта — 291,47 га. На территории села находятся 2 АЗС, рынок "Старые Маяки", отель-кафе "Старые Маяки", ресторан-автогриль "Мисливець", ООО "Свитанок СМ".

## Население
Население по переписи 2001 года составляло 775 человек.

### Языковой состав
Родной язык населения по данным переписи 2001 года:
| Язык       | Численность, чел. | Доля     |
| ---------- | ----------------- | -------- |
| Украинский | 734               | 94,71 %  |
| Молдавский | 21                | 2,71 %   |
| Русский    | 15                | 1,94 %   |
| Другое     | 5                 | 0,64 %   |
| Итого      | 775               | 100,00 % |

## Местный совет
66833, Одесская обл., Ширяевский р-н, с. Старые Маяки, ул. Центральная, 2.
Председатель сельского совета (голова): Бурдюжа Николай Петрович. Избран 25 октября 2020 г.
Количество депутатов сельского совета — 12 чел.

## Галерея

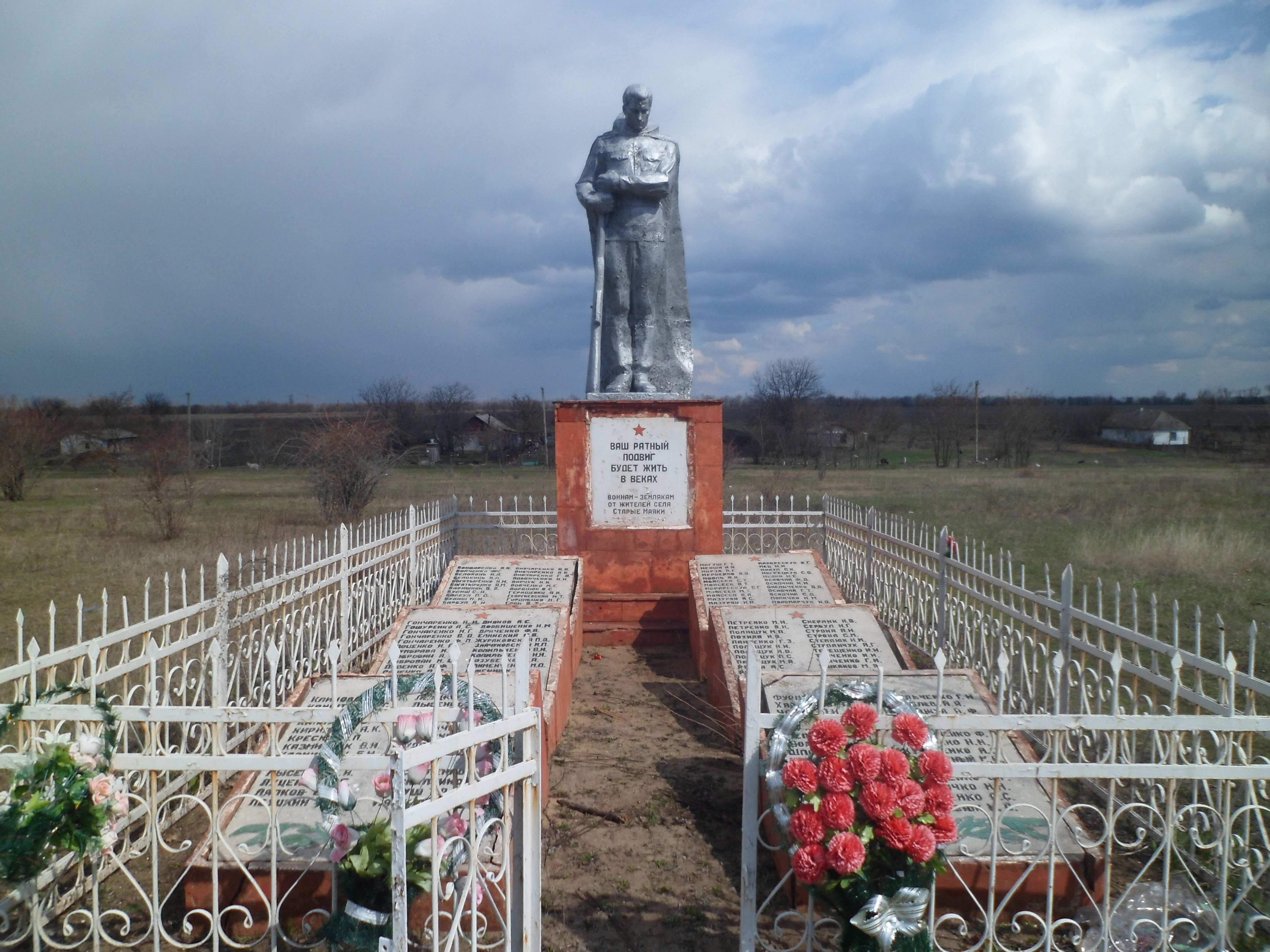
Памятник жителям села погибшим во время ВОВ
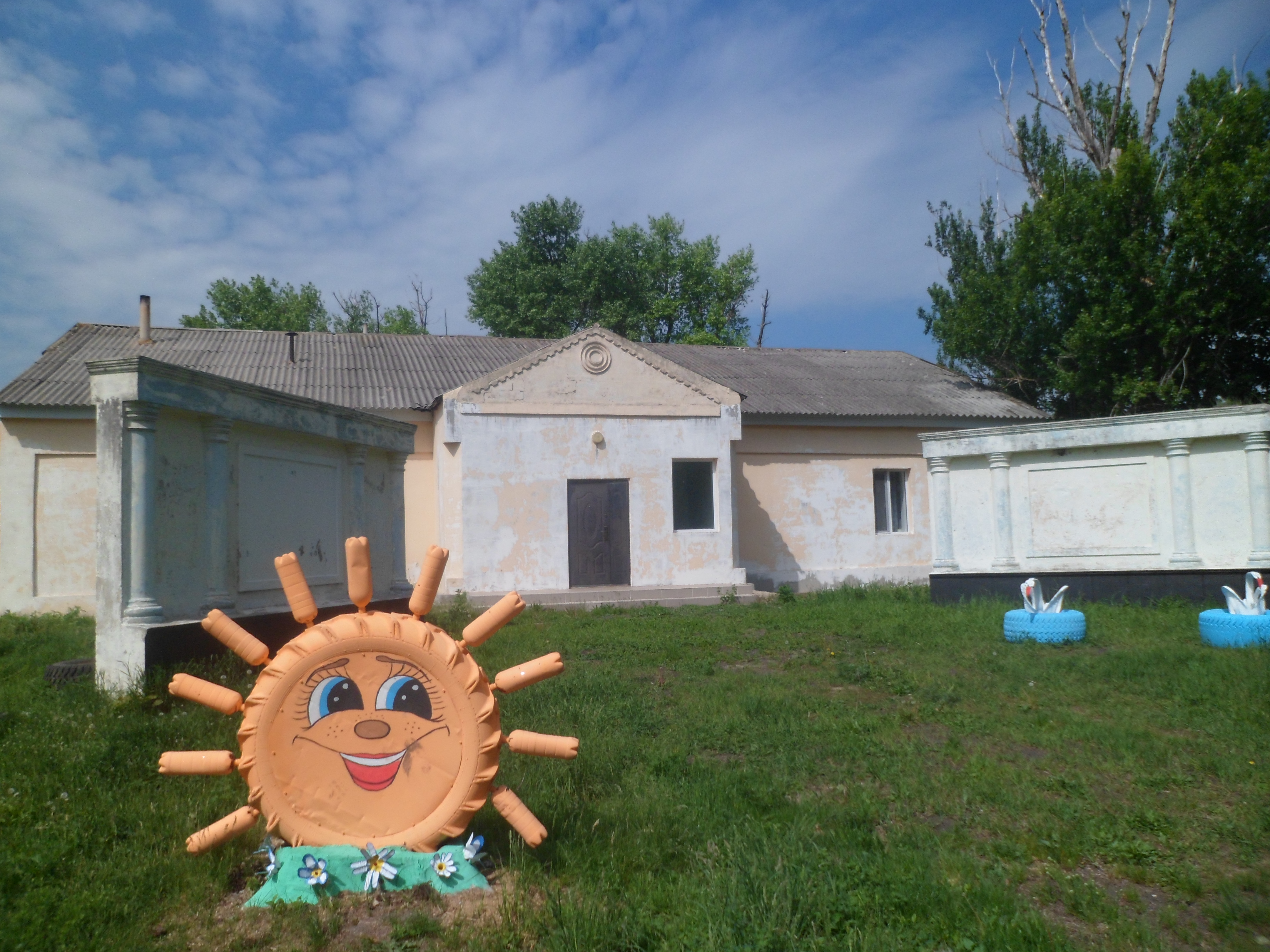
Старомаяковский детсад
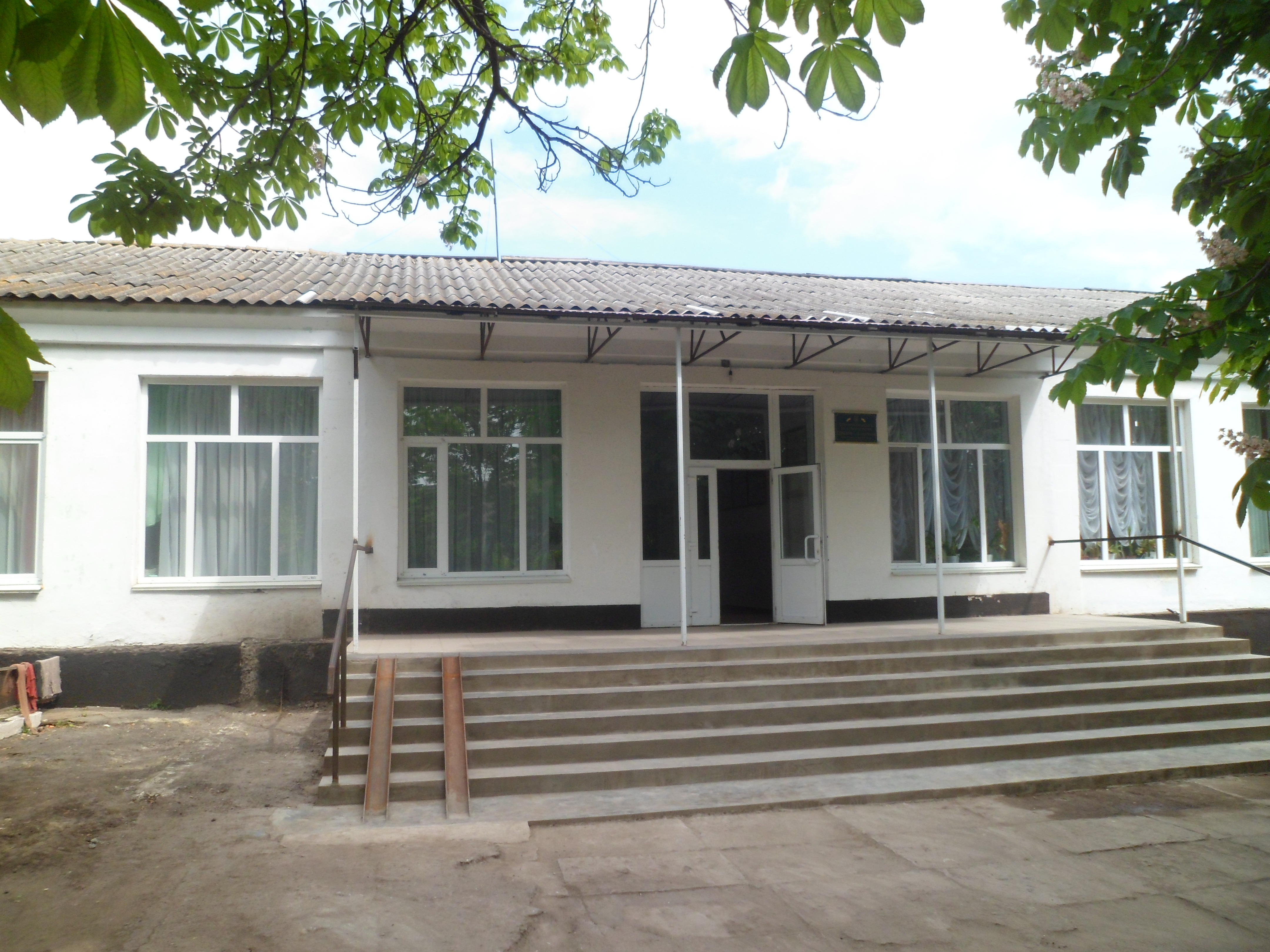
Старомаяковская школа
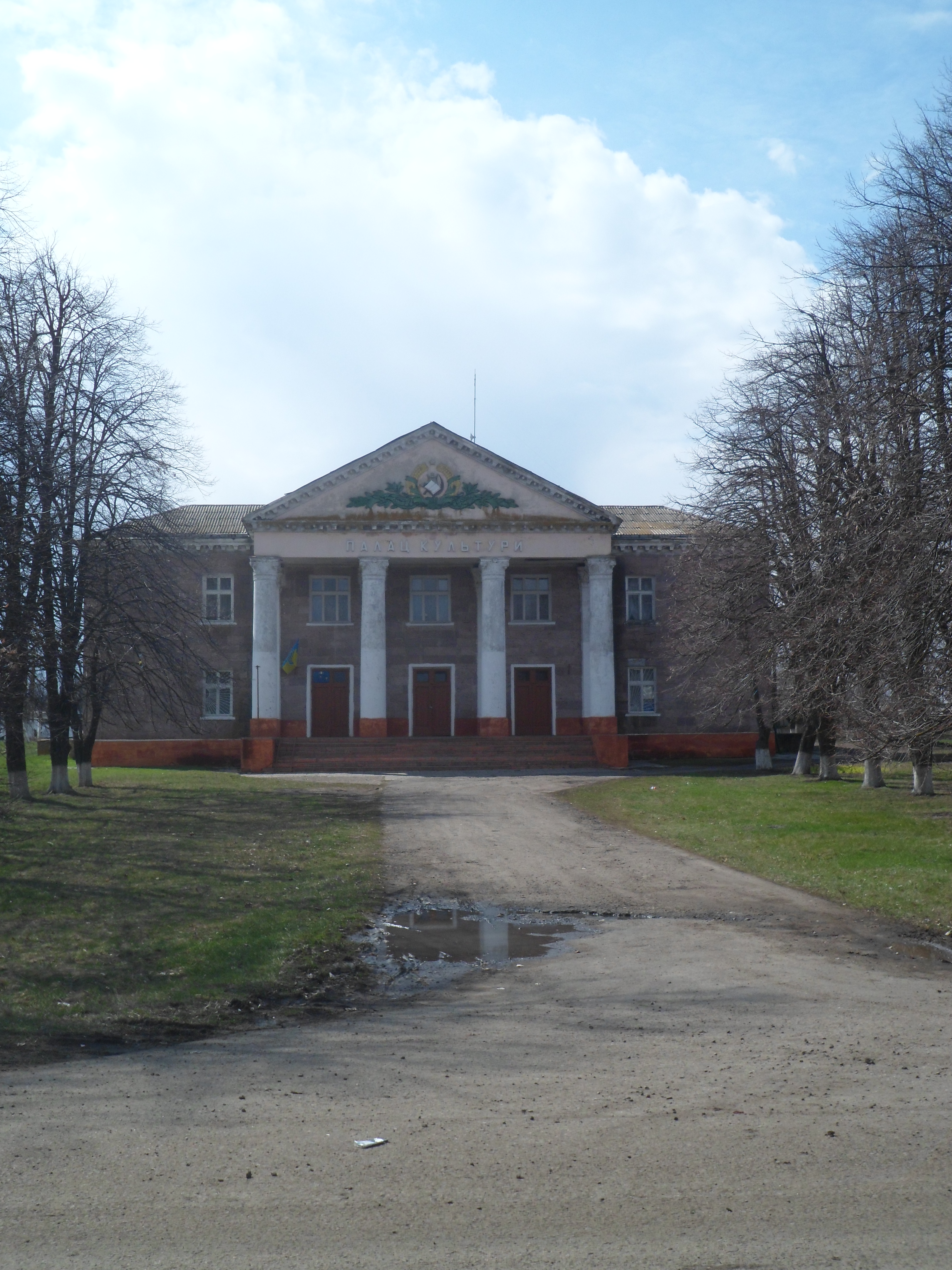
Дом культуры
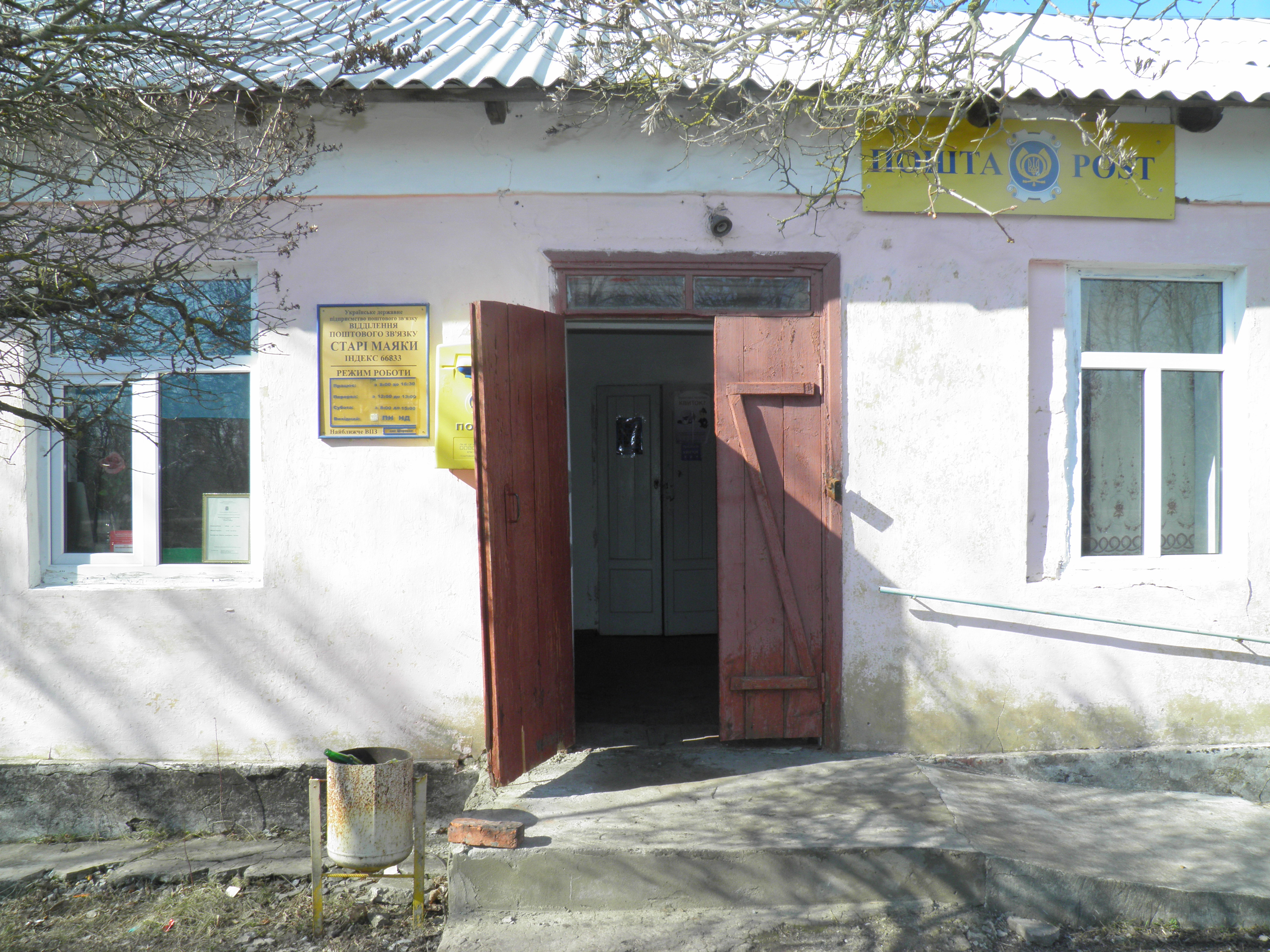
Почтовое отделение

## Транспорт и связь
Село расположено в пределах 364-363 км. автотрасы Одесса—Киев E 95. В селе расположено почтовое отделение, обслуживающее также ближайшие села: Акимов Яр, Буцы, Золочевское, Новые Маяки, Тимофеевка.